# Luc Dormieux
Luc Dormieux   (Roubaix, 19 d'agost de 1960) és un alt funcionari francès, professor i investigador a l'École polytechnique i a l'École nationale des ponts et chaussées.
El 1979 va graduar-se a l'École polytechnique, com a enginyer de ponts i camins i obtingué un doctorat en mecànica a l'École nationale des ponts et chaussées el 1989, i posteriorment una habilitació. És professor de l'École polytechnique, mestre de conferències a l'École des ponts et chaussées i director d'investigació de mecànica al Laboratoire Navier, al LMSGC i al Laboratori Central de Ponts i Camins, que formen part de l'École nationale des ponts et chaussées.

## Obres
- Introduction à la Micromécanique des Milieux Poreux, Presses de l'ENPC, ISBN 2-85978-364-4, 2002, amb Emmanuel Bourgeois (ENPC).[6][7]
- Applied Micromechanics of Porous Materials, Springer Verlag GmbH, CISM Series, ISBN 978-3-211-26362-4, 2005, amb Franz-Joseph Ulm (MIT, Estats Units).[8]
- Microstructure et propriétés des matériaux, Presses de l'ENPC, ISBN 2-85978-412-8, 2005, amb Djimedo Kondo (Laboratoire de mécanique de Lille) et Karam Sab (ENPC).[9]
- Microporomechanics, John Wiley & Sons, Inc, 2006, amb Djimedo Kondo (Laboratori de mecànica de Lille) et Franz-Joseph Ulm (MIT)., ISBN 978-0-470-03188-9[10]